# Antonio Benarrivo
Antonio Benarrivo (Brindisi, 21 augustus 1968) is een voormalig profvoetballer uit Italië, die speelde als verdediger. Hij beëindigde zijn loopbaan in 2004 en won met Parma tweemaal de UEFA Cup (1995 en 1999).

## Interlandcarrière
Benarrivo speelde 23 interlands voor de nationale ploeg van Italië (1993-1997). Onder leiding van bondscoach Arrigo Sacchi maakte hij zijn debuut op 22 september 1993 in een WK-kwalificatiewedstrijd tegen Estland (0-3) in Tallinn, net als Antonio Manicone (Inter Milaan) en Andrea Fortunato (Juventus). Hij nam onder meer deel aan het WK voetbal in 1994 in de Verenigde Staten, waar Benarrivo meespeelde in de finale tegen Brazilië.

## Erelijst
Parma FC
- Coppa Italia

1992, 1999, 2002
- Europa Cup II

1993
- UEFA Cup

1995, 1999